# Karl Renner
Karl Renner (Untertannowitz (ma Dolní Dunajovice), Morvaország, akkori Osztrák–Magyar Monarchia, 1870. december 14. – Bécs, 1950. december 31.) osztrák szociáldemokrata politikus és jogász. Ezenkívül termékeny író volt, rengeteget publikált saját szakterületén, a jogszociológiában, olykor álnéven (Synopticus, Rudolf Springer).

## Életpályája
Karl Renner egy szegény, dél-morvaországi borászcsaládban nőtt fel, szülei tizenhetedik vagy tizennyolcadik gyermekeként. A szülői házban kényszerült maradni, míg a családtagok az agrárválság következtében szétszóródtak a világban, különböző szakmákat voltak kénytelenek kitanulni, amely egy tipikus eljárás volt a szegényebb családokban a századfordulón. Míg szülei szegényházba kényszerültek, Renner tudatában volt, hogy középfokú tanulmányokat kell folytasson (egyik tanára Wilhelm Jerusalem szociológus és filozófus volt), így beiratkozott Nikolsburg (ma: Mikulov, Csehország) gimnáziumába, ahol kitűnő eredménnyel érettségizett. Ezután 1891–1896 között ösztöndíjasként jogot hallgatott a bécsi egyetemen. A diploma megszerzése után sikerült állást találnia a Birodalmi Tanács (Reichsrat) könyvtárában.
Az első világháború után, 1918–1920 között államkancellárként (Staatskanzler) tevékenyen részt vett az első Osztrák Köztársaság felépítésében, és vezette az osztrák delegációt a saint-germaini béketárgyalások folyamán. 1920 és 1934 között tagja volt a Nemzeti Tanácsnak (Nationalrat), 1931 és 1933 között annak elnöke volt.
A második világháború befejeztével, az újraalapított Ausztriában ismét fontos szerepet töltött be. 1945-től 1950-es haláláig mint szövetségi elnök (Bundespräsident) szolgált.

## Magyarul megjelent művei
- Tisza István gróf és az általános választójog; szerk., ford. Fenyő Vilmos; Népszava, Bp., 1910
- A Duna-medence gazdasági problémái és a szociáldemokrácia; ford. Szekszárdi László, előszó: Buchinger Manó; Népszava, Bp., 1934